# Hexatoma phaeton
Hexatoma phaeton är en tvåvingeart som beskrevs av Alexander 1961. Hexatoma phaeton ingår i släktet Hexatoma och familjen småharkrankar. Inga underarter finns listade i Catalogue of Life.